# Die Finals – Dresden 2025/3×3-Basketball

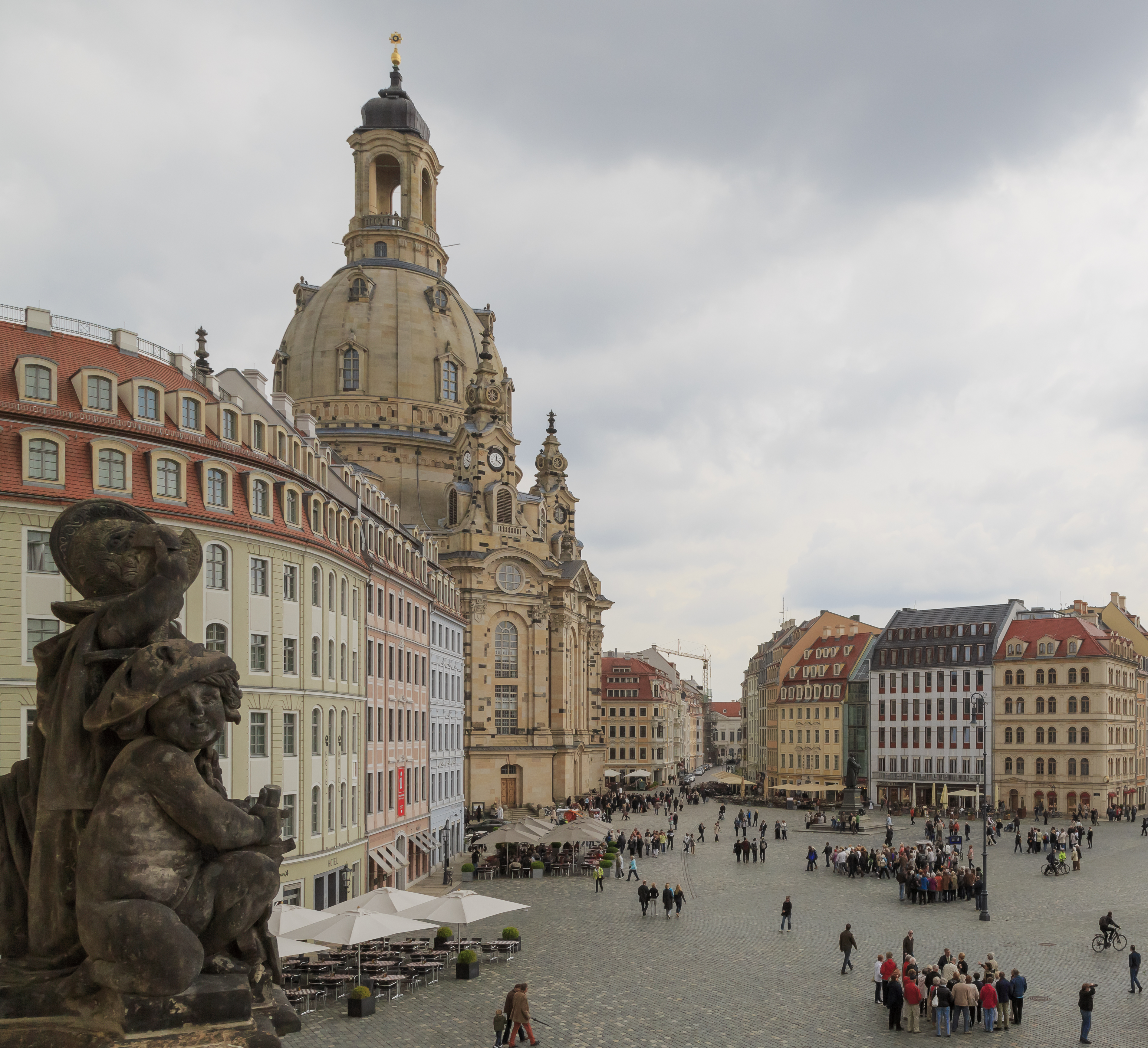
Die Spiele finden vor der Frauenkirche statt.

Bei den Finals 2025 wurden vor der Frauenkirche auf dem Neumarkt zwei Wettbewerbe im 3×3-Basketball ausgetragen.

## Bilanz

### Medaillenspiegel
| Platz  | Land                | 00 | 00 | 00 | Gesamt |
| ------ | ------------------- | -- | -- | -- | ------ |
| 1      | Baden-Württemberg   | 1  | –  | –  | 1      |
| 1      | Hessen              | 1  | –  | –  | 1      |
| 3      | Bayern              | –  | 1  | –  | 1      |
| 3      | Niedersachsen       | –  | 1  | –  | 1      |
| 5      | Nordrhein-Westfalen | –  | –  | 2  | 2      |
| Gesamt | Gesamt              | 2  | 2  | 2  | 6      |

### Medaillengewinner
| Disziplin | Gold                | Silber                    | Bronze               |
| --------- | ------------------- | ------------------------- | -------------------- |
| Frauen    | Birdgang Freiburg   | Cross Cross Pass Würzburg | Telekom Baskets Bonn |
| Männer    | Skyliners Frankfurt | Hannover                  | Der Stamm (Aachen)   |